# Karlfried Gründer
Karlfried Gründer (* 23. April 1928 in Marklissa, Landkreis Lauban, Provinz Niederschlesien; † 12. März 2011 in Freiburg im Breisgau) war ein deutscher Philosophiehistoriker.

## Leben
Gründer studierte Philosophie, Germanistik und Evangelische Theologie an der Universität Freiburg, dann an der Universität Münster. Dort wurde er 1954 bei Joachim Ritter mit einer Arbeit über Johann Georg Hamann promoviert. Die Habilitation erfolgte 1965 ebenfalls in Münster mit einer Schrift über Paul Yorck von Wartenburg. Seine Antrittsvorlesung an der Universität Münster hielt er am 6. Mai 1967. Von 1970 bis 1979 lehrte Gründer als Professor an der Ruhr-Universität Bochum, anschließend am Institut für Philosophiegeschichte und Geschichte der Geisteswissenschaften der Freien Universität Berlin. Nach seiner Emeritierung 1996 lebte er aus gesundheitlichen Gründen in der Nähe von Freiburg im Hochschwarzwald.
Gründers Hauptarbeitsgebiete waren die Geschichtsphilosophie, die Aufklärung, auch in Gestalt ihrer jüdischen Ausprägung, der Haskala, und ihrer Religionskritik und Religionsphilosophie. Weitere Philosophen, mit denen er sich vertieft auseinandergesetzt hat, waren Baruch de Spinoza und Georg Simmel. Darüber hinaus hat er sich auch mit den Entwicklungen in der Klassischen Philologie des 19. Jahrhunderts beschäftigt, die durch bahnbrechende Publikationen der Philologen Jacob Bernays und Friedrich Nietzsche zur Tragödientheorie ausgelöst wurden.
Gründer war seit 1969 Mitherausgeber, nach dem Tod Joachim Ritters seit 1976 Hauptherausgeber des von Ritter initiierten Historischen Wörterbuchs der Philosophie (Bände 4 bis 11), dessen Redaktion mit ihm von Bochum nach Berlin zog. Er war auch Mitherausgeber des Archivs für Begriffsgeschichte (Bände 11–46). An der Edition der Gesammelten Schriften von Wilhelm Dilthey war er ebenfalls beteiligt (ab Band 18). Zuletzt hat er die Tagebücher Gershom Scholems mitherausgegeben. Er scheute sich nicht, nach scheinbar Entlegenem zu forschen. So war ein lange von ihm gehegter, aber nicht ausgeführter Plan eine „Bibliothek der zu Recht vergessenen Denker“.
Zum Kreis seiner Schüler zählen unter anderem Wilhelm Schmidt-Biggemann, Paul Richard Blum, Hannes Böhringer, Klaus Christian Köhnke und Wolbert Smidt.

## Schriften (Auswahl)
Monographien
- Reflexion der Kontinuitäten. Zum Geschichtsdenken der letzten Jahrzehnte. Vandenhoeck und Ruprecht, Göttingen 1982, ISBN 3-525-30129-4.
- Zur Philosophie des Grafen Paul Yorck von Wartenburg. Aspekte und neue Quellen. Vandenhoeck und Ruprecht, Göttingen 1970. (zugleich: Habilitationsschrift Münster 1965)
- Figur und Geschichte. Johann Georg Hamanns 'Biblische Betrachtungen' als Ansatz einer Geschichtsphilosophie. Alber, Freiburg/München 1958 (Symposion Bd. 3) ISBN 3-495-44032-1.   [Dissertation Münster 1954 unter dem Titel: Johann Georg Hamanns "Biblische Betrachtungen" als Ansatz einer Geschichtsphilosophie]

Herausgeberschaften
- Gershom Scholem: Tagebücher, nebst Aufsätzen und Entwürfen bis 1923.
  - 1. Halbband: 1913–1917. Unter Mitarbeit von Herbert Kopp-Oberstebrink hrsg. von Karlfried Gründer und Friedrich Niewöhner. Jüdischer Verlag, Frankfurt am Main, 1995, ISBN 3-633-54091-1.
  - 2. Halbband: 1917–1923. Hrsg. von Karlfried Gründer, Herbert Kopp-Oberstebrink und Friedrich Niewöhner unter Mitwirkung von Karl E. Grözinger. Jüdischer Verlag, Frankfurt am Main, 2000, ISBN 3-633-54139-X.
- (mit Wolfgang Treue): Wissenschaftspolitik in Berlin. Minister, Beamte, Ratgeber. Colloquium, Berlin 1987, ISBN 3-7678-0707-6.
- (mit Nathan Rotenstreich): Aufklärung und Haskala in jüdischer und nichtjüdischer Sicht. Schneider, Heidelberg 1990 (Wolfenbütteler Studien zur Aufklärung, Bd. 14), ISBN 3-7953-0732-5.
- (mit Karl Heinrich Rengstorf): Religionskritik und Religiosität in der deutschen Aufklärung. Schneider, Heidelberg 1989 (Wolfenbütteler Studien zur Aufklärung, Bd. 11), ISBN 3-7953-0728-7.
- (mit Wilhelm Schmidt-Biggemann): Spinoza in der Frühzeit seiner religiösen Wirkung. Schneider, Heidelberg 1984 (Wolfenbütteler Studien zur Aufklärung, Bd. 12), ISBN 3-7953-0729-5.
- (mit Hellmut Flashar und Axel Horstmann): Philologie und Hermeutik im 19. Jh. Zur Geschichte und Methodologie der Geisteswissenschaften. Vandenhoeck und Ruprecht, Göttingen 1979.
- (mit Hannes Böhringer): Ästhetik und Soziologie um die Jahrhundertwende: Georg Simmel. Vittorio Klostermann, Frankfurt am Main 1976 (Studien zur Philosophie und Literatur des neunzehnten Jahrhunderts, Bd. 27), ISBN 3-465-01108-2. (online)
- (mit Joachim Ritter und Gottfried Gabriel): Historisches Wörterbuch der Philosophie. Schwabe, Basel 1971–2007.
- Jacob Bernays: Grundzüge der verlorenen Abhandlung des Aristoteles über Wirkung der Tragödie (zuerst: 1857). Eingeleitet von Karlfried Gründer (Olms, Hildesheim, New York 1970), V-XI.
- Der Streit um Nietzsches Geburt der Tragödie: Die Schriften von Erwin Rohde, Richard Wagner, Ulrich von Wilamowitz-Möllendorff. Zusammengestellt und eingeleitet von Karlfried Gründer. Olms, Hildesheim 1969. (Olms-Paperbacks, Bd. 40)
- Erwin Metzke: Coincidentia oppositorum. Gesammelte Studien zur Philosophiegeschichte. Luther-Verlag, Witten 1961. (Forschungen und Berichte der Evangelischen Studiengemeinschaft, Bd. 19)

Artikel
- M. Heideggers  Wissenschaftskritik in ihren geschichtlichen Zusammenhängen, In: Archiv für Philosophie, Bd. 11/3–4 (Juni 1962), S. 312–335
- Jacob Bernays und der Streit um die Katharsis. In: Epirrhosis. Festgabe für Carl Schmitt. Hg. v. H. Barion, E.-W. Böckenförde, E. Forsthoff, W. Weber (2. Teilband; Duncker & Humblot, Berlin 1968), S. 495–528; Nachdruck in: Die Aristotelische Katharsis. Dokumente ihrer Deutung im 19. und 20. Jahrhundert. Mit einer Einleitung hg. v. Matthias Luserke. Georg Olms Verlag, Hildesheim / Zürich / New York 1991, S. 352–385
- Sokrates im 19. Jahrhundert. In: H. Fromm, W. Harms, U. Ruberg (Hrsg.): Verbum et signum. Bd. 1: Beiträge zur mediävistischen Bedeutungsforschung. München 1975, 539–553